# Народно читалище „Просвета – 1907“
Народно читалище „Просвета – 1907“ е читалище в село Надарево, община Търговище, област Търговище. Разположено на адрес: ул. „Геро Дочев“ № 34. То е действащо читалище, регистрирано под номер 829 в Министерство на Културата на Република България. Към 2020 г. председател на читалищното настоятелство е Елена Николова Маринова, а секретар – Дияна Димитрова Петрова. 
Основано е през 1907 г.
Фондът на библиотеката към читалището включва около 13 000 тома литература.
През юли 2016 г. фолклорна група „Шарена китка“ към читалището взима за пръв участие във фолклорен фестивал в Босилеград, Сърбия.